# Synidotea erosa
Synidotea erosa là một loài chân đều trong họ Idoteidae. Loài này được Benedict miêu tả khoa học năm 1897.